# Рябикін Олексій Володимирович
Рябикін Олексій Володимирович (нар. 14 січня 1986, Київ) —  правознавець, Заступник Міністра розвитку громад та територій України.  Колишній радник заступника керівника Офісу Президента України Олексія Кулеби (з березня 2023 року до січня 2024). Колишній радник патронатної служби апарату Київської обласної державної адміністрації (з червня 2022 року по січень 2023 року).

## Життєпис
Народився 14 січня 1986 року у місті Києві.

## Освіта
З 1993 року по 2003 рік навчався у середній школі № 9 міста Києва.
З 2003 року по 2008 році навчався у Національному педагогічному університеті імені М. П. Драгоманова, за спеціальністю Правознавство, професійна кваліфікація спеціаліста права; викладача правознавства.

## Кар'єра
2004 рік — під час Виборів Президента України 2004 довірена особа кандидата на пост Президента України. Заступник керівника виборчого штабу Віктора Ющенка в Оболонському районі міста Києва.
2006 рік — під час Місцевих виборів в Києві, заступник керівника виборчого штабу Віталія Кличка в Голосіївському районі міста Києва.
З 2006 по 2010 — керуючий справами фракції «Блоку Віталія Кличка» у Голосіївській районній у місті Києві раді.
2010—2013 — заступник директора ТОВ «Логістичні-системи».
2010—2015 року — керівник апарату, заступник голови Центрального виконавчого комітету Політичної партії «УДАР Віталія Кличка».
2013—2014 — помічник-консультант народного депутата України.
2020—2021 року — помічник директора КП «Київблагоустрій» Київської міської ради.
З березня 2021 року по вересень 2021 року — заступник директора Комунального підприємства «Київська міська лікарня ветеринарної медицини» Київської міської ради.
З червня 2022 року по січень 2023 року — радник патронатної служби апарату Київської обласної державної адміністрації.
З березня 2023 року — радник заступника керівника Офісу Президента України.
З жовтня 2024 року — заступник Міністра розвитку громад та територій України. 

## Громадська діяльність
2003 - співзасновник молодіжної громадської організації «Молодіжна дія».
2016 року — співзасновник громадянського руху «Республіка Гідності».